# Aegiphila vitelliniflora
Aegiphila vitelliniflora là một loài thực vật có hoa trong họ Hoa môi. Loài này được Klotzsch mô tả khoa học đầu tiên năm 1845.

## Hình ảnh

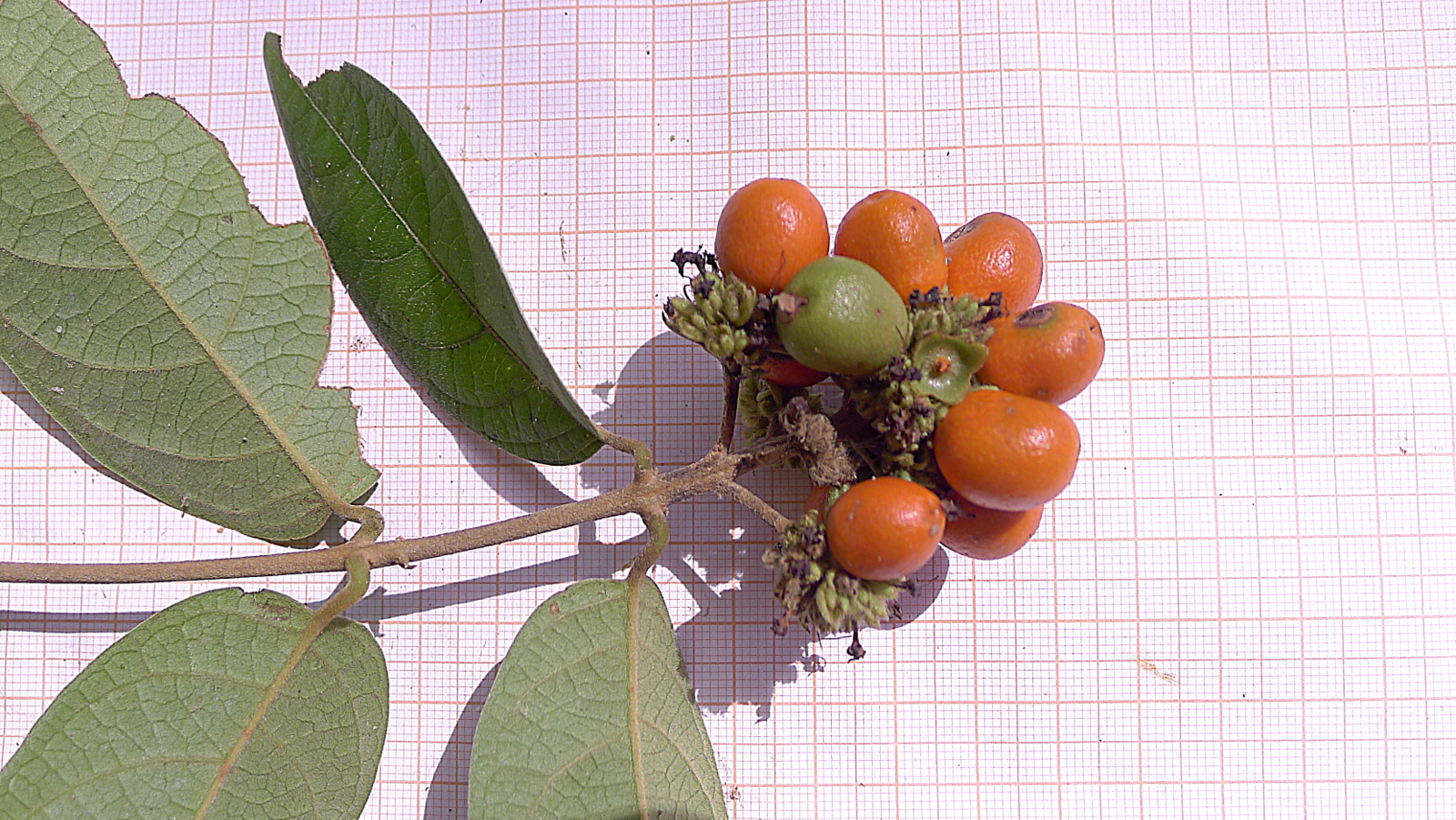
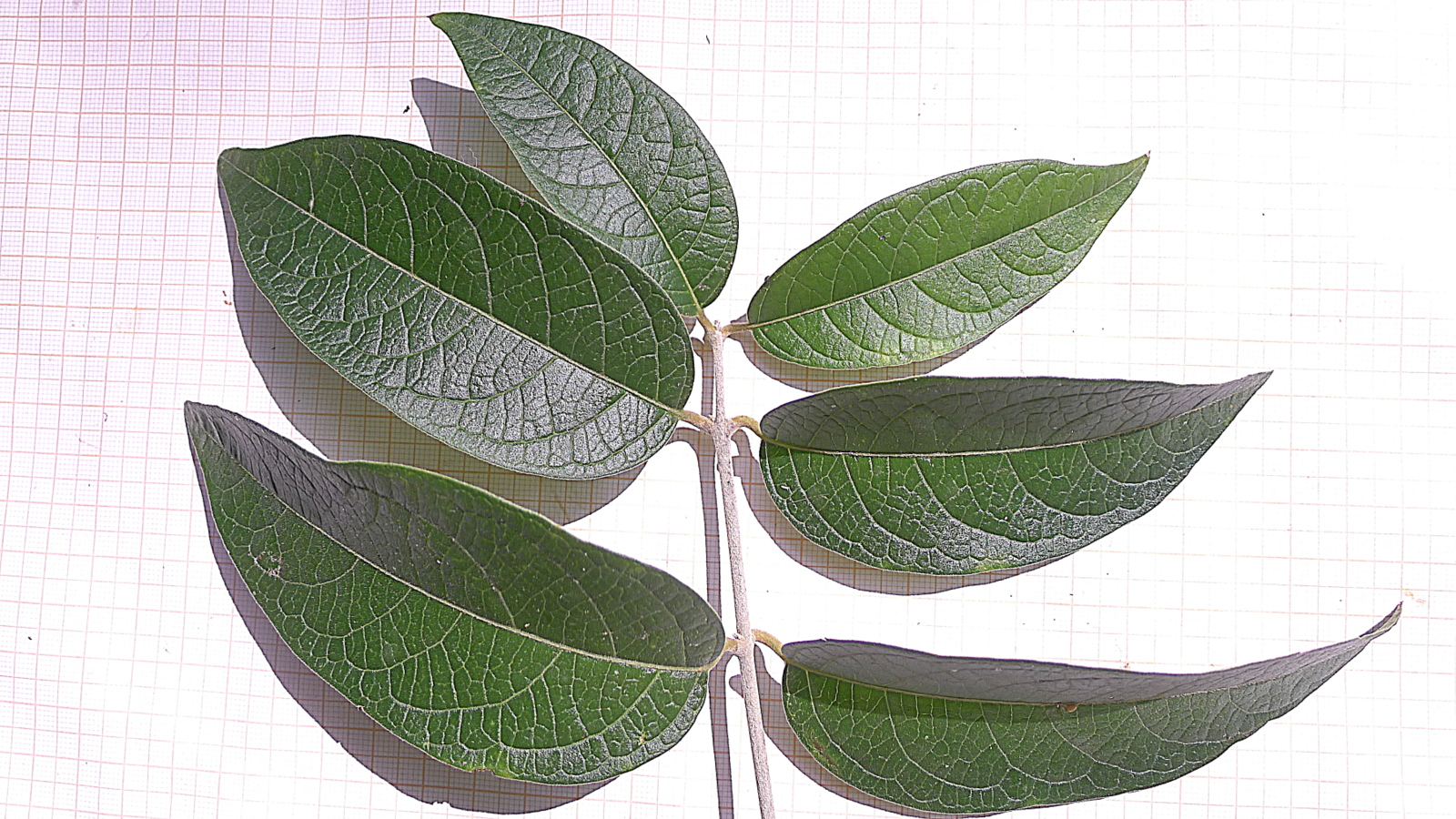